# Lijst van rijksmonumenten in de Jordaan
Een overzicht van rijksmonumenten in de stad Amsterdam. Van de 7.324 inschrijvingen (inclusief onderdelen van objecten) in Amsterdam liggen er 803 in de Jordaan-Noord.
| Object | Oorspronkelijke functie?  | Bouwjaar                                                    | Architect                   | Locatie                              | Coördinaten?                  | Nr.?   | Afbeelding |
| --- | ------------------------- | ----------------------------------------------------------- | --------------------------- | ------------------------------------ | ----------------------------- | ------ | --- |
| Pand met gevel bekroond door een klokvormige top onder rollagen | Gebouw                    | 18e eeuw en ouder                                           |                             | Eerste Anjeliersdwarsstraat 26       | 52° 22' 41" NB, 4° 53' 0" OL  | 274    | Meer afbeeldingen |
| Pand met gevel bekroond door een klokvormige top onder rollagen | Gebouw                    | 18e eeuw en ouder                                           |                             | Eerste Anjeliersdwarsstraat 32       | 52° 22' 40" NB, 4° 53' 1" OL  | 275    | Meer afbeeldingen |
| Huis met gevel onder rechte lijst met consoles en dakkapel | Gebouw                    | tweede helft 19e eeuw en eerder                             |                             | Tweede Anjeliersdwarsstraat 16       | 52° 22' 39" NB, 4° 52' 53" OL | 276    | Meer afbeeldingen |
| Huis met gevel onder rechte lijst | Woonhuis                  | 18e eeuw of ouder                                           |                             | Tweede Anjeliersdwarsstraat 18       | 52° 22' 39" NB, 4° 52' 53" OL | 277    | Meer afbeeldingen |
| Huis met gevel onder rechte lijst met consoles | Gebouw                    | 18e eeuw of ouder                                           |                             | Tweede Anjeliersdwarsstraat 20       | 52° 22' 39" NB, 4° 52' 54" OL | 278    | Meer afbeeldingen |
| Pand met halsgevel met gedeelde vleugelstukken | Gebouw                    | eerste of tweede kwart 18e eeuw                             |                             | Anjeliersstraat 19                   | 52° 22' 41" NB, 4° 53' 7" OL  | 279    | Meer afbeeldingen |
| Huis vanwege de van elders afkomstige natuurstenen vleugelstukken en afdekking van de top                                                                                  | Gebouw                    | eerste of tweede kwart 18e eeuw                             |                             | Anjeliersstraat 23 I                 | 52° 22' 41" NB, 4° 53' 7" OL  | 280    | Meer afbeeldingen |
| Pand met ingezwenkte halsgevel | Gebouw                    | derde kwart 18e eeuw                                        |                             | Anjeliersstraat 85                   | 52° 22' 40" NB, 4° 53' 0" OL  | 281    | Meer afbeeldingen |
| Pand met ingezwenkte halsgevel | Gebouw                    | derde kwart 18e eeuw                                        |                             | Anjeliersstraat 87A                  | 52° 22' 40" NB, 4° 52' 60" OL | 282    | Meer afbeeldingen |
| Fragment (t/m eerste verdieping) van huis | Gebouw                    | derde kwart 17e eeuw                                        |                             | Anjeliersstraat 175                  | 52° 22' 37" NB, 4° 52' 49" OL | 284    | Meer afbeeldingen |
| Hoekhuis waarvan de voorgevel thans wordt bekroond door een punttop onder rollagen                                                                                         | Gebouw                    | mogelijk 18e eeuw                                           |                             | Anjeliersstraat 26                   | 52° 22' 42" NB, 4° 53' 7" OL  | 285    | Meer afbeeldingen |
| Pand met halsgevel met gedeelde vleugelstukken en palmet in de afdekking                                                                                                   | Gebouw                    | eerste of tweede kwart 18e eeuw                             |                             | Eerste Boomdwarsstraat 1             | 52° 22' 46" NB, 4° 53' 5" OL  | 614    | Meer afbeeldingen |
| Pand met gevel onder rechte klossenlijst | Woonhuis                  | mogelijk eerste helft 19e eeuw                              |                             | Eerste Boomdwarsstraat 3             | 52° 22' 46" NB, 4° 53' 5" OL  | 615    | Meer afbeeldingen |
| Hoekhuis met afgeronde hoek en schilddak | Gebouw                    | derde kwart 19e eeuw                                        |                             | Tweede Boomdwarsstraat 1             | 52° 22' 45" NB, 4° 52' 59" OL | 616    | Meer afbeeldingen |
| Pand met halsgevel met vleugelstukken van bijzonder type | Gebouw                    | 1723                                                        |                             | Tweede Boomdwarsstraat 12            | 52° 22' 43" NB, 4° 52' 59" OL | 617    | Meer afbeeldingen |
| Pand, vanwege de natuurstenen afdekkingen van de klokvormige top | Gebouw                    | derde kwart 18e eeuw                                        |                             | Boomstraat 5                         | 52° 22' 46" NB, 4° 53' 9" OL  | 665    | Meer afbeeldingen |
| Huis vanwege de natuurstenen onderdelen van de gevelhals | Gebouw                    | 1740                                                        |                             | Boomstraat 7                         | 52° 22' 46" NB, 4° 53' 9" OL  | 666    | Meer afbeeldingen |
| Pand met trapgevel met grote blokken in de bogen | Gebouw                    | tweede kwart 17e eeuw en later                              |                             | Boomstraat 23A                       | 52° 22' 45" NB, 4° 53' 7" OL  | 667    | Meer afbeeldingen |
| Pand met ingezwenkte halsgevel | Gebouw                    | 18e eeuw                                                    |                             | Boomstraat 33                        | 52° 22' 45" NB, 4° 53' 6" OL  | 669    | Meer afbeeldingen |
| Pand met ingezwenkte halsgevel met afdekbanden van het 'gebogen-pilaster-type'                                                                                             | Gebouw                    | tweede kwart 18e eeuw                                       |                             | Boomstraat 43A                       | 52° 22' 45" NB, 4° 53' 4" OL  | 670    | Meer afbeeldingen |
| Pand met halsgevel met gedeelde vleugelstukken waarin jaartal en een volutenafdekking                                                                                      | Gebouw                    | 1740                                                        |                             | Boomstraat 73                        | 52° 22' 44" NB, 4° 53' 1" OL  | 672    | Meer afbeeldingen |
| Pand met ingezwenkte halsgevel | Gebouw                    | derde kwart 18e eeuw                                        |                             | Boomstraat 81                        | 52° 22' 44" NB, 4° 52' 60" OL | 673    | Meer afbeeldingen |
| Pand met eenvoudige gevel van het 'type met grote blokken', doch in baksteen 'vertaald'                                                                                    | Gebouw                    | 17e/18e eeuw                                                |                             | Boomstraat 83                        | 52° 22' 44" NB, 4° 52' 60" OL | 674    | Meer afbeeldingen |
| Pand met halsgevel met gedeelde vleugelstukken en grotendeels houten pui                                                                                                   | Woonhuis                  | 1726                                                        |                             | Boomstraat 26A                       | 52° 22' 46" NB, 4° 53' 8" OL  | 676    | Meer afbeeldingen |
| Pand met halsgevel met gedeelde vleugelstukken, later fronton en grotendeels houten pui                                                                                    | Woonhuis                  | 1726                                                        |                             | Boomstraat 28A                       | 52° 22' 46" NB, 4° 53' 7" OL  | 677    | Meer afbeeldingen |
| Huis met gevel onder 19e-eeuwse rechte lijst | Gebouw                    | 18e/19e eeuw                                                |                             | Boomstraat 46                        | 52° 22' 45" NB, 4° 53' 6" OL  | 678    | Meer afbeeldingen |
| Broenshofje, gebouwd door de Vereeniging tot ondersteuning van Minvermogenden                                                                                              | Gebouw                    | 1878                                                        | Dolf van Gendt              | Boomstraat 52                        | 52° 22' 45" NB, 4° 53' 4" OL  | 679    | Meer afbeeldingen |
| Pand met halsgevel met schelp in de afdekking | Gebouw                    | eerste of tweede kwart 18e eeuw                             |                             | Boomstraat 64                        | 52° 22' 45" NB, 4° 53' 3" OL  | 680    | Meer afbeeldingen |
| Pand met gepleisterde ingezwenkte halsgevel | Gebouw                    | 18e eeuw                                                    |                             | Boomstraat 74                        | 52° 22' 45" NB, 4° 53' 2" OL  | 681    | Meer afbeeldingen |
| Huizengroep met twee klokgevels onder rollagen | Gebouw                    | 19e eeuw                                                    |                             | Boomstraat 88                        | 52° 22' 44" NB, 4° 53' 0" OL  | 682    | Meer afbeeldingen |
| Pand met ingezwenkte halsgevel | Gebouw                    | 18e eeuw                                                    |                             | Boomstraat 90                        | 52° 22' 44" NB, 4° 53' 0" OL  | 683    | Meer afbeeldingen |
| Pand met gevel onder rechte lijst waarop een dakvoorschot | Gebouw                    | 19e eeuw                                                    |                             | Boomstraat 92                        | 52° 22' 44" NB, 4° 52' 60" OL | 684    | Meer afbeeldingen |
| Pakhuis met puntgevel | Bedrijfs-,fabriekswoning  | 18e eeuw                                                    |                             | Driehoekstraat 2A                    | 52° 22' 58" NB, 4° 53' 1" OL  | 911    | Meer afbeeldingen |
| Pand met halsgevel | Gebouw                    | 1750                                                        |                             | Driehoekstraat 8                     | 52° 22' 58" NB, 4° 52' 60" OL | 912    | Meer afbeeldingen |
| Hoekhuis met halsgevel | Gebouw                    | 1725                                                        |                             | Driehoekstraat 10                    | 52° 22' 58" NB, 4° 52' 60" OL | 913    | Meer afbeeldingen |
| Huis, vanwege de zandstenen onderdelen van de gevelhals | Gebouw                    | tweede kwart 18e eeuw                                       |                             | Driehoekstraat 16                    | 52° 22' 57" NB, 4° 52' 59" OL | 914    | Meer afbeeldingen |
| Huis vanwege de zandstenen onderdelen van de klokvormige topgevel | Gebouw                    | tweede helft 19e eeuw                                       |                             | Driehoekstraat 20                    | 52° 22' 57" NB, 4° 52' 60" OL | 915    | Meer afbeeldingen |
| Huis vanwege de zandstenen onderdelen van de gevelhals | Gebouw                    | tweede helft 19e eeuw                                       |                             | Driehoekstraat 22                    | 52° 22' 57" NB, 4° 52' 60" OL | 916    | Meer afbeeldingen |
| Pand met klokgevel | Gebouw                    | midden 19e eeuw                                             |                             | Eerste Egelantiersdwarsstraat 13     | 52° 22' 37" NB, 4° 53' 3" OL  | 942    | Meer afbeeldingen |
| Hoekhuis met latere puntgevel | Gebouw                    | 18e eeuw                                                    |                             | Eerste Egelantiersdwarsstraat 56     | 52° 22' 37" NB, 4° 53' 3" OL  | 944    | Hoekhuis met latere puntgevel                                                                                             |
| Halsgevel met gedeelde vleugelstukken en palmet in de afdekking | Gebouw                    | tweede kwart 18e eeuw                                       |                             | Eerste Egelantiersdwarsstraat 60     | 52° 22' 37" NB, 4° 53' 3" OL  | 946    | Meer afbeeldingen |
| Hoekhuis met latere puntgevel | Gebouw                    | 17e eeuw (kern)                                             |                             | Tweede Egelantiersdwarsstraat 1      | 52° 22' 37" NB, 4° 52' 55" OL | 947    | Meer afbeeldingen |
| Hoekhuis met halsgevel | Gebouw                    | tweede kwart 18e eeuw                                       |                             | Tweede Egelantiersdwarsstraat 2      | 52° 22' 37" NB, 4° 52' 55" OL | 948    | Upload foto |
| Huis met halsgevel met eenhoorn in de afdekking | Gebouw                    | 17e/18e eeuw                                                |                             | Tweede Egelantiersdwarsstraat 6      | 52° 22' 37" NB, 4° 52' 55" OL | 950    | Meer afbeeldingen |
| Groep van twee huizen die samen een blok etagewoningen vormen | Gebouw                    | 18e eeuw                                                    |                             | Tweede Egelantiersdwarsstraat 18A    | 52° 22' 36" NB, 4° 52' 56" OL | 951    | Meer afbeeldingen |
| Huis met originele houten pui, gevelsteen met bijenkorf en latere klokvormige top onder rollagen en zandstenen afdekking                                                   | Gebouw                    | 1727                                                        |                             | Tweede Egelantiersdwarsstraat 22huis | 52° 22' 35" NB, 4° 52' 56" OL | 952    | Meer afbeeldingen |
| Huis met gevel bekroond door een klokvormige top onder rollagen | Woonhuis                  | 17e/19e eeuw                                                |                             | Gietersstraat 6                      | 52° 22' 44" NB, 4° 52' 50" OL | 1196   | Meer afbeeldingen |
| Dwarshuis zonder verdieping | Gebouw                    | 17e eeuw                                                    |                             | Gietersstraat 8                      | 52° 22' 44" NB, 4° 52' 50" OL | 1197   | Meer afbeeldingen |
| Huis met in tamelijk recente tijd vernieuwde gevel onder klokvormige top                                                                                                   | Gebouw                    | 17e/18e eeuw                                                |                             | Tweede Goudsbloemdwarsstraat 3A      | 52° 22' 52" NB, 4° 53' 2" OL  | 1199   | Meer afbeeldingen |
| Huis met latere gevel onder klokvormige top met 18e-eeuwse stenen afdekkingen                                                                                              | Gebouw                    | 17e eeuw (kern)                                             |                             | Tweede Goudsbloemdwarsstraat 7A      | 52° 22' 51" NB, 4° 53' 3" OL  | 1200   | Meer afbeeldingen |
| Huis met fraaie sierankers in voor- en zijgevel | Gebouw                    | 17e eeuw                                                    |                             | Tweede Goudsbloemdwarsstraat 15      | 52° 22' 50" NB, 4° 53' 3" OL  | 1201   | Meer afbeeldingen |
| Huis met latere gevel, beëindigd door een klokvormige top onder rollagen                                                                                                   | Gebouw                    | 17e eeuw (kern) 19e eeuw (rollagen)                         |                             | Tweede Goudsbloemdwarsstraat 6A      | 52° 22' 51" NB, 4° 53' 2" OL  | 1202   | Meer afbeeldingen |
| Pand met trapgevel met drie lelieankers | Gebouw                    | 17e eeuw                                                    |                             | Tweede Goudsbloemdwarsstraat 10A     | 52° 22' 51" NB, 4° 53' 2" OL  | 1203   | Meer afbeeldingen |
| Pand met halsgevel | Gebouw                    | eerste of tweede kwart 18e eeuw                             |                             | Tweede Goudsbloemdwarsstraat 18      | 52° 22' 50" NB, 4° 53' 2" OL  | 1204   | Meer afbeeldingen |
| Huis met gevel onder rollagentop | Gebouw                    | 17e/18e eeuw                                                |                             | Tweede Goudsbloemdwarsstraat 26      | 52° 22' 49" NB, 4° 53' 3" OL  | 1205   | Meer afbeeldingen |
| Laag huisje met klokgevel onder rollagen en fronton | Gebouw                    | 17e/19e eeuw                                                |                             | Goudsbloemstraat 79                  | 52° 22' 51" NB, 4° 53' 5" OL  | 1207   | Meer afbeeldingen |
| Laag huisje met klokgevel onder rollagen en fronton | Gebouw                    | 17e/19e eeuw                                                |                             | Goudsbloemstraat 81                  | 52° 22' 51" NB, 4° 53' 5" OL  | 1208   | Meer afbeeldingen |
| Laag huisje met klokgevel over rollagen en fronton | Gebouw                    | 17e/19e eeuw                                                |                             | Goudsbloemstraat 83                  | 52° 22' 50" NB, 4° 53' 5" OL  | 1209   | Meer afbeeldingen |
| Bouwblok behorend tot het jordaancomplex | Woonhuis                  | 1896                                                        | Jan Ernst van der Pek       | Goudsbloemstraat 125                 | 52° 22' 50" NB, 4° 52' 59" OL | 518317 | Meer afbeeldingen |
| Huis met latere gevel onder klokvormige top met rollagen (dit RM lijkt gesloopt en vervangen door nieuwbouw op deze plek)                                                  | Gebouw                    | 17e eeuw                                                    |                             | Goudsbloemstraat 24                  | 52° 22' 52" NB, 4° 53' 9" OL  | 1210   | Huis met latere gevel onder klokvormige top met rollagen (dit RM lijkt gesloopt en vervangen door nieuwbouw op deze plek) |
| Hoog huis met originele in de gevelcompositie opgenomen insteek | Woonhuis                  | 18e eeuw                                                    |                             | Goudsbloemstraat 36A                 | 52° 22' 51" NB, 4° 53' 7" OL  | 1211   | Meer afbeeldingen |
| Pand met klokgevel | Gebouw                    | mogelijk derde kwart 18e eeuw                               |                             | Goudsbloemstraat 42                  | 52° 22' 51" NB, 4° 53' 7" OL  | 1212   | Meer afbeeldingen |
| Pand met klokgevel | Woonhuis                  | mogelijk 18e eeuw                                           |                             | Goudsbloemstraat 44                  | 52° 22' 51" NB, 4° 53' 7" OL  | 1213   | Meer afbeeldingen |
| Pand met halsgevel waarvan de topelementen grotendeels zijn verdwenen | Gebouw                    | eerste helft 18e eeuw                                       |                             | Goudsbloemstraat 130                 | 52° 22' 50" NB, 4° 52' 56" OL | 1214   | Meer afbeeldingen |
| Pand met gevel onder rechte lijst | Werk-woonhuis             | eerste helft 19e eeuw                                       |                             | Goudsbloemstraat 132                 | 52° 22' 50" NB, 4° 52' 56" OL | 1215   | Meer afbeeldingen |
| Pand met 18e-eeuwse gevel waarvan de top later tot een punt is afgekloofd en het oppervlak is gepleisterd                                                                  | Gebouw                    | 18e eeuw                                                    |                             | Karthuizersdwarsstraat 9             | 52° 22' 45" NB, 4° 52' 53" OL | 2187   | Meer afbeeldingen |
| Huis met gevel onder latere rollagentop | Gebouw                    | 18e eeuw                                                    |                             | Karthuizersdwarsstraat 13            | 52° 22' 44" NB, 4° 52' 53" OL | 2188   | Meer afbeeldingen |
| Pand met halsgevel | Gebouw                    | 1731                                                        |                             | Karthuizersstraat 11                 | 52° 22' 44" NB, 4° 52' 57" OL | 2189   | Meer afbeeldingen |
| De Lente | Gebouw                    | 1731                                                        |                             | Karthuizersstraat 13                 | 52° 22' 44" NB, 4° 52' 57" OL | 2190   | Meer afbeeldingen |
| De Zomer | Gebouw                    | 1731                                                        |                             | Karthuizersstraat 15                 | 52° 22' 44" NB, 4° 52' 56" OL | 2191   | Meer afbeeldingen |
| De Herfst | Gebouw                    | 1731                                                        |                             | Karthuizersstraat 17                 | 52° 22' 44" NB, 4° 52' 56" OL | 2192   | Meer afbeeldingen |
| De Winter | Gebouw                    | 1731                                                        |                             | Karthuizersstraat 19                 | 52° 22' 44" NB, 4° 52' 56" OL | 2193   | Meer afbeeldingen |
| Huiszittenweduwenhof | Gebouw                    | 1650                                                        | Daniël Stalpaert            | Karthuizersstraat 61                 | 52° 22' 44" NB, 4° 52' 55" OL | 2194   | Meer afbeeldingen |
| Pand met halsgevel | Gebouw                    | tweede helft 18e eeuw                                       |                             | Karthuizersstraat 14                 | 52° 22' 44" NB, 4° 52' 54" OL | 2195   | Meer afbeeldingen |
| Pand, vanwege de zandstenen onderdelen van de gevelhals | Gebouw                    | eerste helft 18e eeuw                                       |                             | Karthuizersstraat 18                 | 52° 22' 44" NB, 4° 52' 53" OL | 2196   | Meer afbeeldingen |
| Hoekhuis waarvan de gevel van een klokvormige top met rollagen is voorzien                                                                                                 | Gebouw                    | 18e/19e eeuw                                                |                             | Karthuizersstraat 22                 | 52° 22' 44" NB, 4° 52' 53" OL | 2198   | Meer afbeeldingen |
| Pand met trapgevel van het op het begijnhof gebruikelijke gesloten karakter                                                                                                | Gebouw                    | 1644                                                        |                             | Eerste Leliedwarsstraat 15           | 52° 22' 32" NB, 4° 52' 58" OL | 3436   | Meer afbeeldingen |
| Pand met gevel onder klokvormige top met rollagen | Gebouw                    | 18e/19e eeuw                                                |                             | Eerste Leliedwarsstraat 4            | 52° 22' 33" NB, 4° 52' 57" OL | 3437   | Meer afbeeldingen |
| Pand met 18e-eeuwse gevel onder klokvormige top met rollagen | Gebouw                    | 18e/19e eeuw                                                |                             | Eerste Leliedwarsstraat 8            | 52° 22' 33" NB, 4° 52' 57" OL | 3438   | Meer afbeeldingen |
| Pand met eenvoudige halsgevel | Gebouw                    | eerste of tweede kwart 19e eeuw                             |                             | Eerste Leliedwarsstraat 14           | 52° 22' 32" NB, 4° 52' 58" OL | 3439   | Meer afbeeldingen |
| Huis | Gebouw                    | 17e eeuw                                                    |                             | Tweede Leliedwarsstraat 15           | 52° 22' 32" NB, 4° 52' 51" OL | 3440   | Huis |
| Pand met halsgevel | Gebouw                    | tweede kwart 18e eeuw                                       |                             | Tweede Leliedwarsstraat 19           | 52° 22' 30" NB, 4° 52' 52" OL | 3441   | Meer afbeeldingen |
| Pand met halsgevel | Gebouw                    | tweede kwart 18e eeuw                                       |                             | Tweede Leliedwarsstraat 21           | 52° 22' 30" NB, 4° 52' 52" OL | 3442   | Meer afbeeldingen |
| Pand met gevel onder gebeeldhouwde klokvormige zandstenen top | Gebouw                    | eerste of tweede kwart 18e eeuw                             |                             | Tweede Leliedwarsstraat 23           | 52° 22' 30" NB, 4° 52' 52" OL | 3443   | Meer afbeeldingen |
| Hoekhuis met halsgevel | Gebouw                    | 1733                                                        |                             | Tweede Leliedwarsstraat 2            | 52° 22' 32" NB, 4° 52' 50" OL | 3444   | Hoekhuis met halsgevel |
| Pand met gevel goede roedenverdeling | Gebouw                    | 18e/19e eeuw                                                |                             | Tweede Leliedwarsstraat 8            | 52° 22' 32" NB, 4° 52' 50" OL | 3445   | Meer afbeeldingen |
| Pand met gevel onder klokvormige top met rollagen | Gebouw                    | 18e/19e eeuw                                                |                             | Tweede Leliedwarsstraat 12A          | 52° 22' 32" NB, 4° 52' 50" OL | 3446   | Meer afbeeldingen |
| Pand met halsgevel | Gebouw                    | tweede kwart 18e eeuw                                       |                             | Tweede Leliedwarsstraat 14H          | 52° 22' 32" NB, 4° 52' 50" OL | 3447   | Meer afbeeldingen |
| Hoekhuis met halsgevel | Gebouw                    | eerste of tweede kwart 18e eeuw                             |                             | Derde Leliedwarsstraat 9             | 52° 22' 30" NB, 4° 52' 44" OL | 3448   | Meer afbeeldingen |
| Verdiepingloos huis met latere gevel onder klokvormige top met rollagen | Werk-woonhuis             | 17e eeuw (kern)                                             |                             | Eerste Lindendwarsstraat 7A          | 52° 22' 47" NB, 4° 53' 4" OL  | 3529   | Meer afbeeldingen |
| Pand met gevel onder klokvormige top met rollagen | Gebouw                    | 18e eeuw                                                    |                             | Eerste Lindendwarsstraat 9A          | 52° 22' 47" NB, 4° 53' 4" OL  | 3530   | Meer afbeeldingen |
| Pand met halsgevel | Gebouw                    | tweede kwart 18e eeuw                                       |                             | Eerste Lindendwarsstraat 6           | 52° 22' 47" NB, 4° 53' 4" OL  | 3531   | Meer afbeeldingen |
| Pand met gevel onder klokvormige top met rollagen en afdeklijst | Gebouw                    | 18e/19e eeuw                                                |                             | Eerste Lindendwarsstraat 14          | 52° 22' 47" NB, 4° 53' 4" OL  | 3532   | Meer afbeeldingen |
| Huisje onder dwars dak | Gebouw                    | 17e eeuw                                                    |                             | Eerste Lindendwarsstraat 20          | 52° 22' 47" NB, 4° 53' 4" OL  | 3533   | Meer afbeeldingen |
| Pand met halsgevel | Gebouw                    | 1730                                                        |                             | Eerste Lindendwarsstraat 22          | 52° 22' 47" NB, 4° 53' 4" OL  | 3534   | Meer afbeeldingen |
| Pand met halsgeveltje | Gebouw                    | 1730                                                        |                             | Eerste Lindendwarsstraat 24A         | 52° 22' 47" NB, 4° 53' 4" OL  | 3535   | Meer afbeeldingen |
| Pand met gevel onder rechte lijst | Gebouw                    | 18e/19e eeuw                                                |                             | Eerste Lindendwarsstraat 26          | 52° 22' 47" NB, 4° 53' 4" OL  | 3536   | Meer afbeeldingen |
| Hoekhuis met gevel onder klokvormige top met rollagen | Gebouw                    | 18e/19e eeuw                                                |                             | Eerste Lindendwarsstraat 28          | 52° 22' 46" NB, 4° 53' 4" OL  | 3537   | Meer afbeeldingen |
| Huis vanwege de zandstenen aanzetkrullen en andere onderdelen, voor zover oud, van de gevelhals aan de Nieuwmarkt                                                          | Gebouw                    |                                                             |                             | Lindenstraat 1                       | 52° 22' 47" NB, 4° 53' 9" OL  | 3558   | Meer afbeeldingen |
| Huis vanwege de zandstenen aanzetkrullen en andere onderdelen voor zover oud van de gevelhals aan de Nieuwmarkt                                                            | Gebouw                    |                                                             |                             | Lindenstraat 1A                      | 52° 22' 47" NB, 4° 53' 9" OL  | 3559   | Meer afbeeldingen |
| Huis waarvan de gevel later is gewijzigd | Gebouw                    | 17e/19e eeuw                                                |                             | Lindenstraat 3                       | 52° 22' 47" NB, 4° 53' 9" OL  | 3560   | Meer afbeeldingen |
| Pand met klokgevel | Gebouw                    | derde kwart 18e eeuw                                        |                             | Lindenstraat 17                      | 52° 22' 47" NB, 4° 53' 7" OL  | 3561   | Meer afbeeldingen |
| Huis, vanwege de gevelsteen en de zandstenen onderdelen van de vroeger ter plaatse bestaande pilasterhalsgevel                                                             | Gebouw                    | 1660                                                        |                             | Lindenstraat 19                      | 52° 22' 47" NB, 4° 53' 7" OL  | 3562   | Meer afbeeldingen |
| Hoekhuis met klokgevel | Gebouw                    | tweede kwart 18e eeuw                                       |                             | Eerste Boomdwarsstraat 1A            | 52° 22' 46" NB, 4° 53' 5" OL  | 3563   | Meer afbeeldingen |
| Pand met klokgevel | Gebouw                    | midden 18e eeuw                                             |                             | Lindenstraat 45                      | 52° 22' 46" NB, 4° 53' 3" OL  | 3564   | Meer afbeeldingen |
| Pand met gevel onder rechte lijst | Gebouw                    | 18e/19e eeuw                                                |                             | Lindenstraat 61                      | 52° 22' 46" NB, 4° 53' 2" OL  | 3565   | Meer afbeeldingen |
| Huis met latere gevel, bekroond door een klokvormige top onder rollagen | Gebouw                    | misschien 17e eeuw (kern)                                   |                             | Lindenstraat 81                      | 52° 22' 46" NB, 4° 53' 1" OL  | 3569   | Meer afbeeldingen |
| Huis met latere gevel, bekroond door een klokvormige top onder rollagen | Gebouw                    | misschien 17e eeuw (kern)                                   |                             | Lindenstraat 83                      | 52° 22' 45" NB, 4° 53' 1" OL  | 3570   | Meer afbeeldingen |
| Pand met halsgevel | Gebouw                    | 1730                                                        |                             | Lindenstraat 2                       | 52° 22' 47" NB, 4° 53' 9" OL  | 3571   | Meer afbeeldingen |
| Twee huizen, een groep beneden- en bovenwoningen vormend | Gebouw                    | 17e/19e eeuw                                                |                             | Lindenstraat 4                       | 52° 22' 47" NB, 4° 53' 8" OL  | 3572   | Meer afbeeldingen |
| Pand met halsgevel | Gebouw                    | eerste of tweede kwart 18e eeuw                             |                             | Lindenstraat 34                      | 52° 22' 47" NB, 4° 53' 6" OL  | 3573   | Meer afbeeldingen |
| Pand met halsgevel | Woonhuis                  | eerste of tweede kwart 18e eeuw                             |                             | Lindenstraat 36                      | 52° 22' 47" NB, 4° 53' 5" OL  | 3574   | Meer afbeeldingen |
| Pand met gevel onder klokvormige top met rollagen voor een in de kern ouder huis                                                                                           | Gebouw                    | 19e eeuw                                                    |                             | Lindenstraat 46A                     | 52° 22' 47" NB, 4° 53' 5" OL  | 3575   | Meer afbeeldingen |
| Hoekhuis met latere gevel onder klokvormige top met rollagen | Gebouw                    | waarschijnlijk 17e eeuw (kern)                              |                             | Lindenstraat 48                      | 52° 22' 47" NB, 4° 53' 4" OL  | 3576   | Meer afbeeldingen |
| Voormalig stadsgraanpakhuis | Gebouw                    | 17e eeuw                                                    |                             | Driehoekstraat 50                    | 52° 22' 58" NB, 4° 52' 58" OL | 3629   | Voormalig stadsgraanpakhuis                                                                                               |
| Voormalig stadsgraanpakhuis | Gebouw                    | 17e eeuw                                                    |                             | Driehoekstraat 50                    | 52° 22' 58" NB, 4° 52' 58" OL | 3630   | Upload foto |
| Constantiawoningen | Woonhuis                  | 1863-1864                                                   |                             | Willemsstraat 149A-165B              | 52° 22' 51" NB, 4° 52' 56" OL | 518324 | Meer afbeeldingen |
| Pand met gevel onder klokvormige top met rollagen | Gebouw                    | 18e/19e eeuw                                                |                             | Noorderkerkstraat 2                  | 52° 22' 49" NB, 4° 53' 9" OL  | 3898   | Meer afbeeldingen |
| Huis met klokgevel | Gebouw                    | 17e/18e eeuw                                                |                             | Noorderkerkstraat 4                  | 52° 22' 48" NB, 4° 53' 9" OL  | 3899   | Meer afbeeldingen |
| Huis met klokgevel | Gebouw                    | 17e/18e eeuw                                                |                             | Noorderkerkstraat 12                 | 52° 22' 48" NB, 4° 53' 9" OL  | 3900   | Meer afbeeldingen |
| Pand met halsgevel waarin gevelsteen | Gebouw                    | tweede kwart 18e eeuw                                       |                             | Noorderkerkstraat 14                 | 52° 22' 48" NB, 4° 53' 9" OL  | 3901   | Meer afbeeldingen |
| Pand met halsgevel | Woonhuis                  | 1719                                                        |                             | Noorderkerkstraat 16                 | 52° 22' 48" NB, 4° 53' 9" OL  | 3902   | Meer afbeeldingen |
| Hoekhuis met voorgevel onder rechte lijst | Gebouw                    | 17e/18e/19e eeuw                                            |                             | Palmdwarsstraat 2                    | 52° 22' 55" NB, 4° 53' 0" OL  | 4056   | Meer afbeeldingen |
| Huis, voorzien van een gevel met 19e-eeuwse ankers en een rechte lijst | Gebouw                    | 19e eeuw                                                    |                             | Palmdwarsstraat 12A                  | 52° 22' 54" NB, 4° 53' 1" OL  | 4057   | Meer afbeeldingen |
| Hoekhuis met voorgevel onder klokvormige top met rollagen | Gebouw                    | 17e/19e eeuw                                                |                             | Palmdwarsstraat 14                   | 52° 22' 54" NB, 4° 53' 1" OL  | 4058   | Meer afbeeldingen |
| Huis, vanwege de van elders afkomstige zandstenen afdekkingen van de klokvormige top                                                                                       | Gebouw                    | derde kwart 18e eeuw                                        |                             | Palmgracht 31                        | 52° 22' 55" NB, 4° 53' 2" OL  | 4059   | Meer afbeeldingen |
| Huis met gevel waarvan de pui en deuren | Gebouw                    | 17e/18e/19e eeuw                                            |                             | Palmgracht 33                        | 52° 22' 55" NB, 4° 53' 2" OL  | 4060   | Meer afbeeldingen |
| Pand met klokgevel met pui | Gebouw                    | 1798                                                        |                             | Palmgracht 35                        | 52° 22' 55" NB, 4° 53' 2" OL  | 4061   | Meer afbeeldingen |
| Pand met gevel onder rechte lijst | Werk-woonhuis             | eerste helft 19e eeuw                                       |                             | Palmgracht 51                        | 52° 22' 55" NB, 4° 52' 60" OL | 4062   | Meer afbeeldingen |
| Pand met gevel met klokvormige top | Gebouw                    | tweede helft 19e eeuw                                       |                             | Palmgracht 53                        | 52° 22' 55" NB, 4° 52' 60" OL | 4063   | Meer afbeeldingen |
| Huis, vanwege de zandstenen afdekkingen van de klokvormige top | Gebouw                    | derde kwart 18e eeuw                                        |                             | Palmgracht 55                        | 52° 22' 55" NB, 4° 52' 59" OL | 4064   | Meer afbeeldingen |
| Pand met gevel onder rechte lijst en dakvoorschot | Gebouw                    | 19e eeuw                                                    |                             | Palmgracht 59                        | 52° 22' 55" NB, 4° 52' 59" OL | 4065   | Meer afbeeldingen |
| Huis met door een 19e-eeuwse rechte lijst afgesloten gevel waarin de 17e-eeuwse gevelsteen                                                                                 | Gebouw                    | 17e/19e eeuw                                                |                             | Palmgracht 63                        | 52° 22' 55" NB, 4° 52' 58" OL | 4066   | Meer afbeeldingen |
| Twee een complex beneden- en bovenwoningen vormende panden met gevel onder rechte lijst waarboven loden dakafsluitingen                                                    | Gebouw                    | midden 19e eeuw                                             |                             | Palmgracht 73                        | 52° 22' 54" NB, 4° 52' 57" OL | 4067   | Meer afbeeldingen |
| Pand met gevel onder rechte lijst waarboven een klokvormig topje onder rollagen                                                                                            | Gebouw                    | 18e/19e eeuw                                                |                             | Palmgracht 81                        | 52° 22' 54" NB, 4° 52' 56" OL | 4068   | Meer afbeeldingen |
| Huis met gevel onder rechte klossenlijst waarboven een bakstenen topje | Gebouw                    | 17e/19e eeuw                                                |                             | Palmgracht 6                         | 52° 22' 55" NB, 4° 53' 3" OL  | 4069   | Meer afbeeldingen |
| Huis met gevel onder rechte klossenlijst waarboven een bakstenen topje | Gebouw                    | 17e/19e eeuw                                                |                             | Palmgracht 8                         | 52° 22' 56" NB, 4° 53' 4" OL  | 4070   | Meer afbeeldingen |
| Huis met boven de hoge houten pui 19e-eeuwse gevel onder rechte lijst waarboven een dakvoorschot                                                                           | Gebouw                    | 17e/19e eeuw                                                |                             | Palmgracht 10                        | 52° 22' 56" NB, 4° 53' 3" OL  | 4071   | Meer afbeeldingen |
| Bossche Hofje | Gebouw                    | 1645                                                        |                             | Palmgracht 20                        | 52° 22' 56" NB, 4° 53' 2" OL  | 4072   | Meer afbeeldingen |
| Raepenhofje | Sociale zorg, liefdadigh. | 1648                                                        |                             | Palmgracht 28                        | 52° 22' 56" NB, 4° 53' 2" OL  | 4073   | Meer afbeeldingen |
| Pand met pilastergevel onder rechte lijst waarop een dakvoorschot | Woonhuis                  | 1649 19e eeuw                                               |                             | Palmgracht 40                        | 52° 22' 56" NB, 4° 53' 1" OL  | 4074   | Meer afbeeldingen |
| Pand met gevel onder klokvormige top met rollagen | Gebouw                    | 18e/19e eeuw                                                |                             | Palmgracht 44A                       | 52° 22' 56" NB, 4° 53' 1" OL  | 4075   | Meer afbeeldingen |
| Huis met latere gevel onder klokvormige top met rollagen | Gebouw                    | 17e/19e eeuw                                                |                             | Palmstraat 52                        | 52° 22' 54" NB, 4° 53' 0" OL  | 4076   | Meer afbeeldingen |
| Huis met latere gevel onder klokvormige top met rollagen | Gebouw                    | 17e/19e eeuw                                                |                             | Palmstraat 54                        | 52° 22' 54" NB, 4° 53' 0" OL  | 4077   | Meer afbeeldingen |
| Huis, vanwege de zandstenen afdekkingen van de klokvormige top | Gebouw                    | derde kwart 18e eeuw                                        |                             | Palmstraat 60                        | 52° 22' 54" NB, 4° 52' 59" OL | 4078   | Meer afbeeldingen |
| Huis met halsgevel | Werk-woonhuis             | 17e eeuw (huis) 1727 (gevel)                                |                             | Tichelstraat 33                      | 52° 22' 43" NB, 4° 52' 52" OL | 5726   | Meer afbeeldingen |
| Pand met halsgevel | Gebouw                    | 1728                                                        |                             | Tichelstraat 35                      | 52° 22' 43" NB, 4° 52' 52" OL | 5727   | Meer afbeeldingen |
| Huis met latere gevel, voorzien van een vroeg-19e-eeuwse houten pui met goede roedenverdeling en beglaasde empire deur en bekroond door een klokvormige top onder rollagen | Gebouw                    | 17e/19e eeuw                                                |                             | Tichelstraat 39                      | 52° 22' 43" NB, 4° 52' 52" OL | 5728   | Meer afbeeldingen |
| Huis met latere gevel onder klokvormige top met rollagen | Gebouw                    | 17e/18e eeuw                                                |                             | Tichelstraat 45                      | 52° 22' 43" NB, 4° 52' 52" OL | 5729   | Meer afbeeldingen |
| Huis met latere gevels, voorzien van een karakteristieke zeer hoge houten pui en een klok vormige top onder rollagen                                                       | Gebouw                    | 17e/18e eeuw                                                |                             | Tichelstraat 47                      | 52° 22' 42" NB, 4° 52' 52" OL | 5730   | Meer afbeeldingen |
| Pand met gevel onder rechte lijst | Gebouw                    | eerste helft 19e eeuw                                       |                             | Tichelstraat 32H                     | 52° 22' 43" NB, 4° 52' 51" OL | 5731   | Meer afbeeldingen |
| Pand met gevel onder klokvormige top met rollagen | Woonhuis                  | 19e eeuw                                                    |                             | Tichelstraat 34A                     | 52° 22' 43" NB, 4° 52' 51" OL | 5732   | Meer afbeeldingen |
| Huis met eenvoudige 18e-eeuwse klokgevel | Gebouw                    | 17e/18e eeuw                                                |                             | Tichelstraat 36                      | 52° 22' 43" NB, 4° 52' 51" OL | 5733   | Meer afbeeldingen |
| Huisje met gevel onder klokvormige top met rollagen | Gebouw                    | 17e/18e/19e eeuw                                            |                             | Tichelstraat 38                      | 52° 22' 43" NB, 4° 52' 51" OL | 5734   | Meer afbeeldingen |
| Huis met gevel onder klokvormige top met rollagen | Bedrijfs-,fabriekswoning  | 19e eeuw                                                    |                             | Tichelstraat 44                      | 52° 22' 42" NB, 4° 52' 52" OL | 5735   | Meer afbeeldingen |
| Huis met latere gevel onder klokvormige top met rollagen | Gebouw                    | waarschijnlijk 17e eeuw (huis) 19e eeuw                     |                             | Eerste Tuindwarsstraat 17            | 52° 22' 39" NB, 4° 53' 2" OL  | 5746   | Meer afbeeldingen |
| Gevel, eindigend in 18e-eeuwse kloktop | Gebouw                    | 17e/18e eeuw                                                |                             | Eerste Tuindwarsstraat 19            | 52° 22' 39" NB, 4° 53' 2" OL  | 5747   | Meer afbeeldingen |
| Hoekhuis waarvan de zijgevel op balkkoppen is overgebouwd | Gebouw                    | 17e eeuw                                                    |                             | Eerste Tuindwarsstraat 21            | 52° 22' 39" NB, 4° 53' 2" OL  | 5748   | Meer afbeeldingen |
| Huis met gevel bekroond door een klokvormige top met rollagen | Gebouw                    | 17e/19e eeuw                                                |                             | Eerste Tuindwarsstraat 12            | 52° 22' 39" NB, 4° 53' 1" OL  | 5749   | Meer afbeeldingen |
| Pand met gevel onder 19e-eeuwse rechte lijst | Gebouw                    | 19e/20e eeuw                                                |                             | Eerste Tuindwarsstraat 14            | 52° 22' 39" NB, 4° 53' 1" OL  | 5750   | Meer afbeeldingen |
| Hoekhuis | Woonhuis                  | 18e/19e eeuw                                                |                             | Tweede Tuindwarsstraat 1             | 52° 22' 39" NB, 4° 52' 54" OL | 5751   | Hoekhuis |
| Pand met halsgevel | Gebouw                    | 1724                                                        |                             | Tweede Tuindwarsstraat 11            | 52° 22' 38" NB, 4° 52' 55" OL | 5752   | Meer afbeeldingen |
| Huis met latere gevel onder 19e-eeuwse rechte lijst | Gebouw                    | 17e/19e eeuw                                                |                             | Tweede Tuindwarsstraat 4             | 52° 22' 38" NB, 4° 52' 54" OL | 5753   | Huis met latere gevel onder 19e-eeuwse rechte lijst                                                                       |
| Huis met latere gevel onder klokvormige top met rollagen | Gebouw                    | 17e/19e eeuw                                                |                             | Tweede Tuindwarsstraat 6A            | 52° 22' 38" NB, 4° 52' 54" OL | 5754   | Huis met latere gevel onder klokvormige top met rollagen                                                                  |
| Huis met verminkte halsgevel waarin twee oeils-de-boeuf | Gebouw                    | eerste kwart 18e eeuw                                       |                             | Tweede Tuindwarsstraat 12            | 52° 22' 38" NB, 4° 52' 54" OL | 5756   | Meer afbeeldingen |
| Marnixschool | Onderwijs en wetenschap   | 1883                                                        |                             | Marnixstraat 2                       | 52° 23' 1" NB, 4° 52' 56" OL  | 518500 | Marnixschool |
| Raampoort | Overheidsgebouw           | 1888                                                        |                             | Marnixstraat 148                     | 52° 22' 25" NB, 4° 52' 34" OL | 518437 | Meer afbeeldingen |
| Voormalige Toneelschool Broedplaats | Onderwijs en wetenschap   | 1877                                                        | Dolf van Gendt              | Marnixstraat 150                     | 52° 22' 24" NB, 4° 52' 33" OL | 518501 | Meer afbeeldingen |
| Pand met eenvoudige klokgevel | Gebouw                    | 18e eeuw                                                    |                             | Eerste Bloemdwarsstraat 1            | 52° 22' 28" NB, 4° 52' 53" OL | 499    | Meer afbeeldingen |
| Pand met gevel onder rechte lijst | Gebouw                    | 18e eeuw en ouder                                           |                             | Eerste Bloemdwarsstraat 5I           | 52° 22' 28" NB, 4° 52' 53" OL | 500    | Meer afbeeldingen |
| Huis met karakteristieke hoge pui, pothuis en latere puntgevel | Gebouw                    | 17e eeuw (kern)                                             |                             | Eerste Bloemdwarsstraat 10           | 52° 22' 28" NB, 4° 52' 53" OL | 501    | Meer afbeeldingen |
| Huis met latere klokgevel onder rollagen | Gebouw                    | 17e eeuw (kern)                                             |                             | Eerste Bloemdwarsstraat 20           | 52° 22' 26" NB, 4° 52' 54" OL | 502    | Meer afbeeldingen |
| Pand met halsgevel | Gebouw                    | tweede kwart 18e eeuw                                       |                             | Elandsgracht 21                      | 52° 22' 11" NB, 4° 52' 53" OL | 1020   | Meer afbeeldingen |
| Pand met zware klokgevel | Gebouw                    | 1774                                                        |                             | Elandsgracht 43A                     | 52° 22' 10" NB, 4° 52' 51" OL | 1021   | Meer afbeeldingen |
| Pand met klokgeveltje | Gebouw                    | derde kwart 18e eeuw                                        |                             | Elandsgracht 63                      | 52° 22' 10" NB, 4° 52' 49" OL | 1022   | Meer afbeeldingen |
| Pand met halsgevel | Gebouw                    | tweede kwart 18e eeuw                                       |                             | Elandsgracht 8                       | 52° 22' 13" NB, 4° 52' 55" OL | 1023   | Meer afbeeldingen |
| Hoekhuis met merkwaardige indeling | Gebouw                    | mogelijk 17e eeuw                                           |                             | Elandsgracht 76                      | 52° 22' 11" NB, 4° 52' 50" OL | 1024   | Meer afbeeldingen |
| Hoekhuis met klokgevel | Gebouw                    | 18e/19e eeuw                                                |                             | Elandsgracht 78                      | 52° 22' 11" NB, 4° 52' 50" OL | 1025   | Meer afbeeldingen |
| Pand met gevel onder rechte lijst | Gebouw                    | 18e/19e eeuw                                                |                             | Elandsgracht 80                      | 52° 22' 11" NB, 4° 52' 49" OL | 1026   | Pand met gevel onder rechte lijst                                                                                         |
| Pand met gevel onder rechte lijst | Gebouw                    | 18e/19e eeuw                                                |                             | Elandsgracht 82A                     | 52° 22' 11" NB, 4° 52' 49" OL | 1027   | Meer afbeeldingen |
| Pand met halsgevel met wapenschilden in de afdekking | Woonhuis                  | eerste helft 18e eeuw                                       |                             | Elandsstraat 55                      | 52° 22' 14" NB, 4° 52' 52" OL | 1028   | Pand met halsgevel met wapenschilden in de afdekking                                                                      |
| Pand met latere gevel, bekroond door een punttop | Woonhuis                  | 17e eeuw                                                    |                             | Elandsstraat 129                     | 52° 22' 13" NB, 4° 52' 47" OL | 1029   | Pand met latere gevel, bekroond door een punttop                                                                          |
| Dubbel pakhuis met gepleisterde trapeziumgevel | Gebouw                    | 17e of 18e eeuw                                             |                             | Elandsstraat 2                       | 52° 22' 16" NB, 4° 52' 56" OL | 1030   | Meer afbeeldingen |
| Huis met latere gevel onder eenvoudige klokvormige top | Gebouw                    | 17e eeuw (kern)                                             |                             | Elandsstraat 14                      | 52° 22' 15" NB, 4° 52' 55" OL | 1031   | Meer afbeeldingen |
| Pand met gevel onder rechte lijst waarop een dakvoorschot | Woonhuis                  | 1780                                                        |                             | Elandsstraat 16                      | 52° 22' 15" NB, 4° 52' 55" OL | 1032   | Meer afbeeldingen |
| Pand met halsgevel | Gebouw                    | eerste kwart 18e eeuw                                       |                             | Elandsstraat 68A                     | 52° 22' 14" NB, 4° 52' 50" OL | 1033   | Meer afbeeldingen |
| Vijf vensterassen breed pand met gevel onder geknikte lijst | Woonhuis                  | derde kwart 19e eeuw                                        |                             | Elandsstraat 84                      | 52° 22' 14" NB, 4° 52' 49" OL | 1034   | Meer afbeeldingen |
| Huis met gevel onder rechte lijst | Gebouw                    | 1756                                                        |                             | Elandsstraat 86                      | 52° 22' 13" NB, 4° 52' 49" OL | 1035   | Meer afbeeldingen |
| Hoekhuis met gevel onder gesneden, verhoogde lijst | Woonhuis                  | derde kwart 18e eeuw                                        |                             | Elandsstraat 88                      | 52° 22' 13" NB, 4° 52' 49" OL | 1036   | Meer afbeeldingen |
| Hofje Venetiae | Gebouw                    | 17e/18e/19e eeuw                                            |                             | Elandsstraat 102                     | 52° 22' 13" NB, 4° 52' 46" OL | 1037   | Meer afbeeldingen |
| Platanenhof | Weeshuis                  | 1706 (zuidvleugel) eerste helft 19e eeuw (noordvleugel)     |                             | Elandsstraat 154                     | 52° 22' 13" NB, 4° 52' 44" OL | 1038   | Meer afbeeldingen |
| Pand met gevel onder rechte lijst waarboven een met lood beklede dakpunt uitsteekt                                                                                         | Gebouw                    | midden 19e eeuw                                             |                             | Elandsstraat 158                     | 52° 22' 13" NB, 4° 52' 44" OL | 1039   | Meer afbeeldingen |
| Hof van Parijs, gebouwd door Bouwmaatschappij Concordia NV | Sociale zorg, liefdadigh. | 1903                                                        |                             | Elandsstraat b 160"a                 | 52° 22' 12" NB, 4° 52' 43" OL | 518322 | Meer afbeeldingen |
| Pand met halsgevel | Gebouw                    | eerste helft 18e eeuw                                       |                             | Hazenstraat 33                       | 52° 22' 13" NB, 4° 52' 49" OL | 1474   | Meer afbeeldingen |
| Pand met gevel onder verhoogde lijst | Gebouw                    | 18e eeuw                                                    |                             | Hazenstraat 49                       | 52° 22' 12" NB, 4° 52' 49" OL | 1475   | Meer afbeeldingen |
| Pand met gevel onder rechte klossenlijst waarboven een dakschild | Gebouw                    | 19e eeuw                                                    |                             | Hazenstraat 51                       | 52° 22' 12" NB, 4° 52' 50" OL | 1476   | Meer afbeeldingen |
| Pand met vernieuwde gevel onder klokvormige top met rollagen | Woonhuis                  | 19e eeuw (gevel)                                            |                             | Hazenstraat 53                       | 52° 22' 12" NB, 4° 52' 50" OL | 1477   | Meer afbeeldingen |
| Huis met twee klokgevels | Gebouw                    | eerste of tweede kwart 18e eeuw                             |                             | Hazenstraat 6A                       | 52° 22' 15" NB, 4° 52' 47" OL | 1478   | Meer afbeeldingen |
| Huis met latere gevel onder rechte lijst met consoles, waarboven een bakstenen punttopje. Op de verdiepingen goede roedenverdeling                                         | Gebouw                    | 17e eeuw (kern)                                             |                             | Hazenstraat 58                       | 52° 22' 12" NB, 4° 52' 49" OL | 1479   | Meer afbeeldingen |
| Huis, vanwege de zandstenen onderdelen van de gevelhals | Gebouw                    | eerste helft 18e eeuw                                       |                             | Eerste Laurierdwarsstraat 3          | 52° 22' 21" NB, 4° 52' 51" OL | 3184   | Meer afbeeldingen |
| Huis met klokgevel | Gebouw                    | 17e/18e eeuw                                                |                             | Eerste Laurierdwarsstraat 5          | 52° 22' 21" NB, 4° 52' 51" OL | 3185   | Meer afbeeldingen |
| Pand met gevel waarvan de top later tot punttop is afgekloofd | Gebouw                    | 18e eeuw                                                    |                             | Eerste Laurierdwarsstraat 23         | 52° 22' 19" NB, 4° 52' 52" OL | 3186   | Meer afbeeldingen |
| Huis met gekuifde klokvormige topgevel | Gebouw                    | 17e eeuw en later                                           |                             | Eerste Laurierdwarsstraat 29         | 52° 22' 19" NB, 4° 52' 53" OL | 3187   | Meer afbeeldingen |
| Huis waarvan de latere gevel onder klokvormige top met rollagen in recente tijd is vernieuwd. Oorspronkelijke gevelsteen                                                   | Gebouw                    | 1641 (kern)                                                 |                             | Eerste Laurierdwarsstraat 20         | 52° 22' 19" NB, 4° 52' 51" OL | 3189   | Meer afbeeldingen |
| Pand met eenvoudige klokgevel goede roedenverdeling | Gebouw                    | 18e eeuw                                                    |                             | Eerste Laurierdwarsstraat 50         | 52° 22' 18" NB, 4° 52' 52" OL | 3190   | Meer afbeeldingen |
| Nieuw complex woningen, gebouwd op de plaats van de twee vroegere huizen nr 45 en 47 vanwege de zandstenen onderdelen van de twee gevelhalzen                              | Gebouw                    | 1733                                                        |                             | Tweede Laurierdwarsstraat 45         | 52° 22' 18" NB, 4° 52' 46" OL | 3191   | Meer afbeeldingen |
| Pand met klokgevel | Gebouw                    | derde kwart 18e eeuw                                        |                             | Tweede Laurierdwarsstraat 4          | 52° 22' 19" NB, 4° 52' 44" OL | 3192   | Meer afbeeldingen |
| Pand met gevel onder lage uit- en ingezwenkte top | Gebouw                    | 18e/19e eeuw                                                |                             | Tweede Laurierdwarsstraat 50         | 52° 22' 17" NB, 4° 52' 45" OL | 3195   | Meer afbeeldingen |
| Huis met gekuifde klokgevels | Woonhuis                  | waarschijnlijk 17e eeuw (kern) derde kwart 18e eeuw (gevel) |                             | Tweede Laurierdwarsstraat 58         | 52° 22' 17" NB, 4° 52' 46" OL | 3196   | Meer afbeeldingen |
| Huis met latere gepleisterde gevel bekroond door een 19e-eeuwse klokvormige top met rollagen                                                                               | Gebouw                    | 17e eeuw (kern) 19e eeuw (top)                              |                             | Tweede Laurierdwarsstraat 60         | 52° 22' 17" NB, 4° 52' 46" OL | 3197   | Meer afbeeldingen |
| Pand met klokgevel | Gebouw                    | tweede kwart 18e eeuw                                       |                             | Tweede Laurierdwarsstraat 64         | 52° 22' 16" NB, 4° 52' 46" OL | 3198   | Meer afbeeldingen |
| Huis met gevel die in de top van de klokvormige bekroning met rollagen een oude gevelsteen bevat                                                                           | Gebouw                    | 17e/19e eeuw                                                |                             | Eerste Looiersdwarsstraat 27         | 52° 22' 7" NB, 4° 52' 53" OL  | 3577   | Meer afbeeldingen |
| Pand met klokgevel | Gebouw                    | derde kwart 18e eeuw                                        |                             | Eerste Looiersdwarsstraat 29         | 52° 22' 7" NB, 4° 52' 53" OL  | 3578   | Meer afbeeldingen |
| Pand met klokgevel | Woonhuis                  | tweede kwart 18e eeuw                                       |                             | Eerste Looiersdwarsstraat 12         | 52° 22' 8" NB, 4° 52' 52" OL  | 3579   | Meer afbeeldingen |
| Pand met gevel onder rechte lijst met consoles | Gebouw                    | laatste kwart 18e eeuw                                      |                             | Eerste Looiersdwarsstraat 20         | 52° 22' 8" NB, 4° 52' 52" OL  | 3580   | Meer afbeeldingen |
| Huis onder twee dwarse daken achter elkaar | Gebouw                    | mogelijk eerste helft 19e eeuw                              |                             | Tweede Looiersdwarsstraat 24         | 52° 22' 7" NB, 4° 52' 47" OL  | 3589   | Huis onder twee dwarse daken achter elkaar                                                                                |
| Huis onder dwars dak | Gebouw                    | 18e/19e eeuw                                                |                             | Looiersgracht 1                      | 52° 22' 7" NB, 4° 52' 55" OL  | 3590   | Meer afbeeldingen |
| Huis onder dwars dak | Gebouw                    | eerste helft 18e eeuw                                       |                             | Looiersgracht 11                     | 52° 22' 7" NB, 4° 52' 55" OL  | 3591   | Meer afbeeldingen |
| Pand met pilaster-halsgevel met gevelsteen | Gebouw                    | 1648                                                        |                             | Looiersgracht 21A                    | 52° 22' 6" NB, 4° 52' 53" OL  | 3592   | Meer afbeeldingen |
| Pand met gevel onder vrij recente punttop | Gebouw                    | 17e/18e eeuw                                                |                             | Looiersgracht 23                     | 52° 22' 6" NB, 4° 52' 53" OL  | 3593   | Meer afbeeldingen |
| Pand met gevel onder rechte lijst | Gebouw                    | eerste helft 19e eeuw                                       |                             | Looiersgracht 25                     | 52° 22' 6" NB, 4° 52' 53" OL  | 3594   | Meer afbeeldingen |
| Pand met gevel onder cirkelvormige verhoogde lijst met consoles | Gebouw                    | 18e/19e eeuw                                                |                             | Looiersgracht 2                      | 52° 22' 8" NB, 4° 52' 56" OL  | 3595   | Meer afbeeldingen |
| Pand met gevel onder rechte lijst met triglyfen | Gebouw                    | laatste kwart 18e eeuw                                      |                             | Looiersgracht 10                     | 52° 22' 8" NB, 4° 52' 55" OL  | 3596   | Meer afbeeldingen |
| Pand met puntgevel | Gebouw                    | 18e eeuw                                                    |                             | Oude Looiersstraat 17                | 52° 22' 9" NB, 4° 52' 54" OL  | 3620   | Meer afbeeldingen |
| Pand met eenvoudige klokgevel | Gebouw                    | 18e eeuw                                                    |                             | Oude Looiersstraat 31                | 52° 22' 9" NB, 4° 52' 53" OL  | 3621   | Pand met eenvoudige klokgevel                                                                                             |
| Hoekhuis met halsgevel | Gebouw                    | 18e/19e eeuw                                                |                             | Oude Looiersstraat 55                | 52° 22' 9" NB, 4° 52' 52" OL  | 3622   | Hoekhuis met halsgevel |
| Pand met halsgevel | Gebouw                    | eerste helft 18e eeuw                                       |                             | Oude Looiersstraat 61                | 52° 22' 8" NB, 4° 52' 51" OL  | 3623   | Meer afbeeldingen |
| Pand met puntgevel met oeils-de-boeuf en bedrijfspui | Woonhuis                  | eerste helft 18e eeuw ca. 1800                              |                             | Oude Looiersstraat 40                | 52° 22' 9" NB, 4° 52' 52" OL  | 3624   | Meer afbeeldingen |
| Nieuwe Passeerdersstraat 1 oorspronkelijk turnzaal, nu in gebruik door Jeugdtheater De Krakeling                                                                           | Sport en recreatie        | 1886-1887                                                   | Jonas Ingenohl en K. Muller | Nieuwe Passeerdersstraat 1           | 52° 21' 59" NB, 4° 52' 46" OL | 518465 | Meer afbeeldingen |
| Klein blok arbeiderswoningen, een van de eerste experimentele projecten van de Vereeniging ten behoeve der Arbeidersklasse te Amsterdam                                    | Woonhuis                  | 1853-1854                                                   | Hendrik Hana                | Eerste Passeerdersdwarsstraat 51     | 52° 22' 4" NB, 4° 52' 52" OL  | 518323 | Meer afbeeldingen |
| Hofje van de Weduwe Roosen | Gebouw                    | eerste helft 19e eeuw                                       |                             | Eerste Passeerdersdwarsstraat 124    | 52° 22' 2" NB, 4° 52' 53" OL  | 4079   | Upload foto |
| Huis met boven de pui latere gevel onder rechte lijst | Gebouw                    | 17e/19e eeuw                                                |                             | Passeerdersgracht 3                  | 52° 22' 2" NB, 4° 52' 55" OL  | 4080   | Meer afbeeldingen |
| Aan de Walengang inpandig gelegen pakhuis met puntgevel | Woonhuis                  | tweede kwart 18e eeuw                                       |                             | Passeerdersgracht 15                 | 52° 22' 1" NB, 4° 52' 54" OL  | 4081   | Meer afbeeldingen |
| Voormalig pakhuis | Woonhuis                  | mogelijk 18e eeuw                                           |                             | Passeerdersgracht 17A                | 52° 22' 1" NB, 4° 52' 54" OL  | 4082   | Meer afbeeldingen |
| Voormalig tehuis voor onbehuisden | Sociale zorg, liefdadigh. | 1850                                                        |                             | Passeerdersgracht 19A                | 52° 22' 1" NB, 4° 52' 53" OL  | 4083   | Meer afbeeldingen |
| Conciërgewoning | Dienstwoning              | 1899-1901                                                   |                             | Passeerdersgracht 27                 | 52° 22' 0" NB, 4° 52' 50" OL  | 518266 | Meer afbeeldingen |
| Pand met klokgevel | Gebouw                    | 18e/19e eeuw                                                |                             | Passeerdersgracht 6                  | 52° 22' 3" NB, 4° 52' 55" OL  | 4084   | Meer afbeeldingen |
| Twee huizen onder dwars dak en achter een gevel onder rechte lijst | Gebouw                    | mogelijk 18e eeuw                                           |                             | Passeerdersgracht 12                 | 52° 22' 2" NB, 4° 52' 54" OL  | 4085   | Meer afbeeldingen |
| Arbeidsbeurs | Overheidsgebouw           | 1915-1917                                                   | Dienst der Publieke Werken  | Passeerdersgracht 30                 | 52° 22' 1" NB, 4° 52' 50" OL  | 518343 | Meer afbeeldingen |
| Pand met zeer gesloten puntgevel | Gebouw                    | 18e of 19e eeuw                                             |                             | Passeerdersstraat 1                  | 52° 22' 5" NB, 4° 52' 55" OL  | 4086   | Meer afbeeldingen |
| Pand met klokgevel | Woonhuis                  | 18e eeuw                                                    |                             | Passeerdersstraat 3                  | 52° 22' 4" NB, 4° 52' 55" OL  | 4087   | Pand met klokgevel |
| Pand met klokgevel | Gebouw                    | 18e eeuw                                                    |                             | Passeerdersstraat 5                  | 52° 22' 4" NB, 4° 52' 55" OL  | 4088   | Meer afbeeldingen |
| Dwars geplaatst pand met gevel van onregelmatige indeling, afgesloten door een 19e-eeuwse klossenlijst. Goede roedenverdeling in de vensters                               | Gebouw                    | mogelijk 18e eeuw/19e eeuw                                  |                             | Passeerdersstraat 57                 | 52° 22' 3" NB, 4° 52' 49" OL  | 4089   | Meer afbeeldingen |
| Pand met klokgevel | Gebouw                    | derde kwart 18e eeuw                                        |                             | Passeerdersstraat 4                  | 52° 22' 5" NB, 4° 52' 55" OL  | 4090   | Meer afbeeldingen |
| Pand met klokgevel | Gebouw                    | derde kwart 18e eeuw                                        |                             | Passeerdersstraat 6                  | 52° 22' 5" NB, 4° 52' 55" OL  | 4091   | Meer afbeeldingen |
| Pakhuis met puntgevel | Gebouw                    | mogelijk 18e eeuw                                           |                             | Passeerdersstraat 10                 | 52° 22' 4" NB, 4° 52' 54" OL  | 4093   | Meer afbeeldingen |
| Koetshuis met bovenwoning | Gebouw                    | 18e/19e eeuw                                                |                             | Raamdwarsstraat 7                    | 52° 21' 57" NB, 4° 52' 51" OL | 4755   | Meer afbeeldingen |
| Laag dwarshuis | Gebouw                    | 17e/18e/19e eeuw                                            |                             | Raamdwarsstraat 9                    | 52° 21' 57" NB, 4° 52' 51" OL | 4756   | Meer afbeeldingen |
| Zijgevel van het pand Leidsegracht 106 | Gebouw                    |                                                             |                             | Raamdwarsstraat 11                   | 52° 21' 57" NB, 4° 52' 51" OL | 4757   | Meer afbeeldingen |
| Pakhuis met puntgevel | Gebouw                    | 18e eeuw                                                    |                             | Raamstraat 7                         | 52° 21' 59" NB, 4° 52' 55" OL | 4770   | Pakhuis met puntgevel |
| Pakhuis met puntgevel | Gebouw                    | 18e eeuw                                                    |                             | Raamstraat 9                         | 52° 21' 59" NB, 4° 52' 54" OL | 4771   | Pakhuis met puntgevel |
| Pakhuis met puntgevel | Woonhuis                  | 18e eeuw                                                    |                             | Raamstraat 13                        | 52° 21' 59" NB, 4° 52' 54" OL | 4772   | Meer afbeeldingen |
| Pand met 18e-eeuwse gevel onder klokvormige top met rollagen | Gebouw                    | 18e/19e eeuw                                                |                             | Raamstraat 23                        | 52° 21' 58" NB, 4° 52' 52" OL | 4774   | Pand met 18e-eeuwse gevel onder klokvormige top met rollagen                                                              |
| Pand met gevel onder rechte lijst | Gebouw                    | 19e eeuw                                                    |                             | Raamstraat 2A                        | 52° 21' 60" NB, 4° 52' 55" OL | 4777   | Pand met gevel onder rechte lijst                                                                                         |
| Pand met gevel onder rechte lijst goede roedenverdeling | Gebouw                    | 19e eeuw                                                    |                             | Raamstraat 2A                        | 52° 21' 60" NB, 4° 52' 55" OL | 4778   | Meer afbeeldingen |
| Pand met gevel onder rechte lijst goede roedenverdeling | Gebouw                    | 19e eeuw                                                    |                             | Raamstraat 6                         | 52° 21' 59" NB, 4° 52' 55" OL | 4779   | Pand met gevel onder rechte lijst goede roedenverdeling                                                                   |
| Pand met gevel onder rechte lijst waarop een dakvoorschot | Gebouw                    | 18e/19e eeuw                                                |                             | Eerste Rozendwarsstraat 5            | 52° 22' 23" NB, 4° 52' 50" OL | 5055   | Meer afbeeldingen |
| Pand, wegens de zandstenen afdekkingen van de klokvormige top | Gebouw                    | tweede kwart 18e eeuw                                       |                             | Eerste Rozendwarsstraat 7            | 52° 22' 23" NB, 4° 52' 50" OL | 5056   | Pand, wegens de zandstenen afdekkingen van de klokvormige top                                                             |
| Huis, vanwege de zandstenen onderdelen van de gevelhals en de gevelsteen                                                                                                   | Gebouw                    | 18e eeuw                                                    |                             | Eerste Rozendwarsstraat 13           | 52° 22' 22" NB, 4° 52' 50" OL | 5057   | Meer afbeeldingen |
| Pand met klokgevel | Gebouw                    | derde kwart 18e eeuw                                        |                             | Eerste Rozendwarsstraat 15           | 52° 22' 22" NB, 4° 52' 50" OL | 5058   | Meer afbeeldingen |
| Laag huis met halsgevel | Woonhuis                  | 17e/18e eeuw                                                |                             | Tweede Rozendwarsstraat 14           | 52° 22' 21" NB, 4° 52' 43" OL | 5059   | Meer afbeeldingen |
| Laag huis met halsgevel | Woonhuis                  | 17e/18e eeuw                                                |                             | Tweede Rozendwarsstraat 16           | 52° 22' 20" NB, 4° 52' 43" OL | 5060   | Meer afbeeldingen |
| Huis, vanwege de zandstenen onderdelen van de klokvormige geveltop | Gebouw                    | derde kwart 18e eeuw                                        |                             | Rozenstraat 35                       | 52° 22' 23" NB, 4° 52' 55" OL | 5094   | Meer afbeeldingen |
| Huis, vanwege de zandstenen onderdelen van de klokvormige geveltop | Gebouw                    | derde kwart 18e eeuw                                        |                             | Rozenstraat 37                       | 52° 22' 23" NB, 4° 52' 55" OL | 5095   | Meer afbeeldingen |
| Huis, vanwege de zandstenen onderdelen van de gevelhals | Woonhuis                  | eerste kwart 18e eeuw                                       |                             | Rozenstraat 39                       | 52° 22' 22" NB, 4° 52' 55" OL | 5096   | Meer afbeeldingen |
| Huis, vanwege de zandstenen onderdelen van de klokvormige geveltop | Gebouw                    | derde kwart 18e eeuw                                        |                             | Rozenstraat 41                       | 52° 22' 22" NB, 4° 52' 54" OL | 5097   | Meer afbeeldingen |
| Huis, vanwege de zandstenen onderdelen van de gevelhals | Gebouw                    | tweede kwart 18e eeuw                                       |                             | Rozenstraat 43                       | 52° 22' 22" NB, 4° 52' 54" OL | 5098   | Meer afbeeldingen |
| Groot vijf traveeën breed pand met gevel onder omlopende rechte lijst en met dubbele houten pui waarin ionische pilasters                                                  | Gebouw                    | laatste kwart 18e eeuw                                      |                             | Rozenstraat 51-53                    | 52° 22' 22" NB, 4° 52' 53" OL | 5100   | Meer afbeeldingen |
| Pand met zware klokgevel | Gebouw                    | ca. 1750/1755                                               |                             | Rozenstraat 119                      | 52° 22' 20" NB, 4° 52' 47" OL | 5101   | Meer afbeeldingen |
| Hoekhuis met klokgevel | Gebouw                    | derde kwart 18e eeuw                                        |                             | Rozenstraat 145                      | 52° 22' 20" NB, 4° 52' 45" OL | 5102   | Meer afbeeldingen |
| Huis met eenvoudige klokgevel | Gebouw                    | 17e/18e eeuw                                                |                             | Rozenstraat 177                      | 52° 22' 19" NB, 4° 52' 42" OL | 5103   | Meer afbeeldingen |
| Pand met puntgevel | Gebouw                    | 18e eeuw                                                    |                             | Rozenstraat 183                      | 52° 22' 19" NB, 4° 52' 41" OL | 5104   | Pand met puntgevel |
| Huis met klokgevel | Gebouw                    | 17e/18e eeuw                                                |                             | Rozenstraat 2                        | 52° 22' 24" NB, 4° 52' 57" OL | 5106   | Meer afbeeldingen |
| Huis, vanwege de zandstenen onderdelen van de gevelhals | Gebouw                    | tweede kwart 18e eeuw                                       |                             | Rozenstraat 50                       | 52° 22' 23" NB, 4° 52' 54" OL | 5107   | Meer afbeeldingen |
| Huis, vanwege de zandstenen onderdelen van de gevelhals en de twee oeils-de-boeuf                                                                                          | Gebouw                    | 17e/18e eeuw                                                |                             | Rozenstraat 222                      | 52° 22' 19" NB, 4° 52' 38" OL | 5109   | Meer afbeeldingen |
| Pand, vanwege de zandstenen afdekkingen van de twee klokvormige toppen | Gebouw                    | derde kwart 18e eeuw                                        |                             | Rozenstraat 252-254                  | 52° 22' 18" NB, 4° 52' 37" OL | 5110   | Meer afbeeldingen |
| School | Onderwijs en wetenschap   | 1899-1901                                                   |                             | Raamplein 1                          | 52° 21' 59" NB, 4° 52' 49" OL | 518264 | Meer afbeeldingen |
| Gymnastiekgebouw | Sport en recreatie        | 1899-1901                                                   |                             | Raamplein 1 (bij)                    | 52° 21' 59" NB, 4° 52' 50" OL | 518265 | Meer afbeeldingen |
| Amsterdamsch Tehuis voor Arbeiders | Sociale zorg, liefdadigh. | 1916-1918                                                   | Jan Ernst van der Pek       | Marnixstraat b 266"A                 | 52° 22' 4" NB, 4° 52' 42" OL  | 518438 | Meer afbeeldingen |